# Quebrada de Honar
La  quebrada de Honar o río Jere o río Toconao es un curso natural de agua que nace entre el cerro Putas y el cerro Honar desde donde fluye con dirección general poniente hasta desembocar en el salar de Atacama en la Provincia El Loa, Región de Antofagasta, Chile.
En el informe de la Dirección General de Aguas: 2  y algunos blogs de turismo aparece con el nombre "Jere" o "Jerez".

## Trayecto
En su curso alto recoge las aguas del río Zilapeti y en su cauce inferior otros como el Poquios y Sapaque. El mapa de las FF.AA. de EE. UU. muestra la quebrada bordeando al pueblo de Toconao y en algunas publicaciones es nombrado como río Toconao el cual también tiene un tranque.

## Caudal y régimen
Su caudal es muy parejo durante el año y el periodo de estiaje alcanza los 90 l/s.: 175  La publicación de 2004 de la DGA muestra un diagrama de mediciones mensuales con un promedio de aproximadamente 60 l/s.: 29 

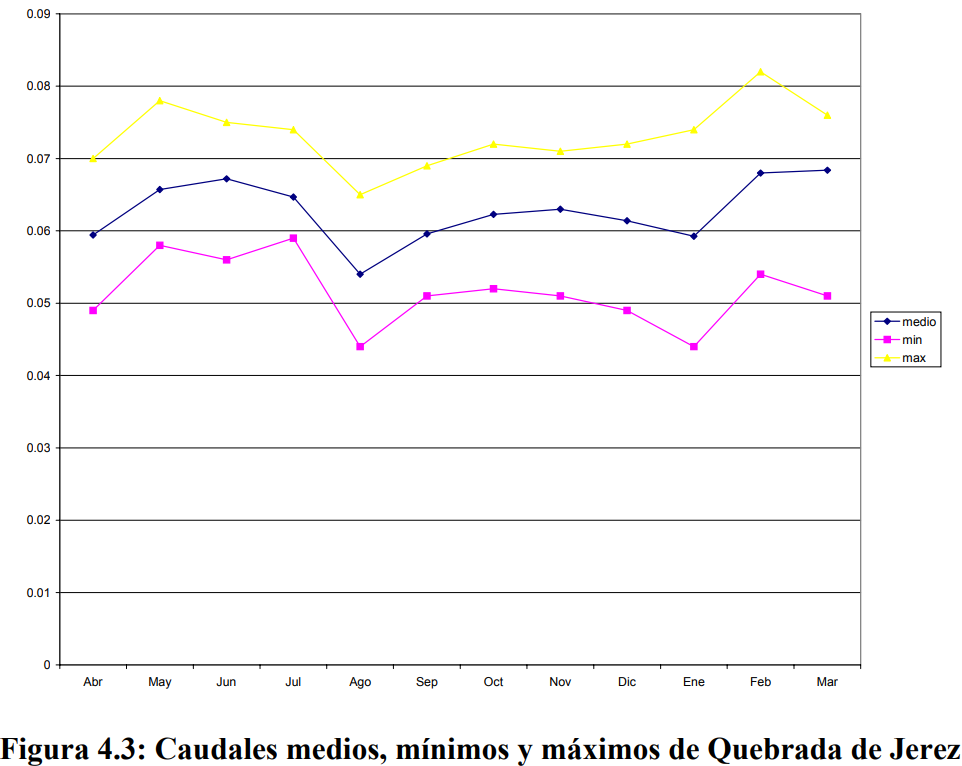
Caudales medios, mínimos y máximos de Quebrada de Jerez u Honar.

Risopatrón también menciona unas vegas que fluyen hacia la quebrada:: 730 
Queri (Vega) 23° 14' 67° 55' Es pequeña i se encuentra en la quebrada de Toconao, a unos 10 kilómetro hácia el E del caserío de este nombre. 1. x, p. 204 i carta de Bertrand (1884); i 97, mapa de Valdes (1886).

## Historia
Luis Risopatrón la describe sucintamente en su Diccionario Jeográfico de Chile de 1924:
Hónar (Rio de) 23° 05' 67° 46’. Corre en las faldas SE del cerro del mismo nombre; a unos 18 kilómetros hácia el N de las vegas de Hécar. 99, p. 138.
Hans Niemeyer la registra en su obra con el nombre quebrada de Honar.

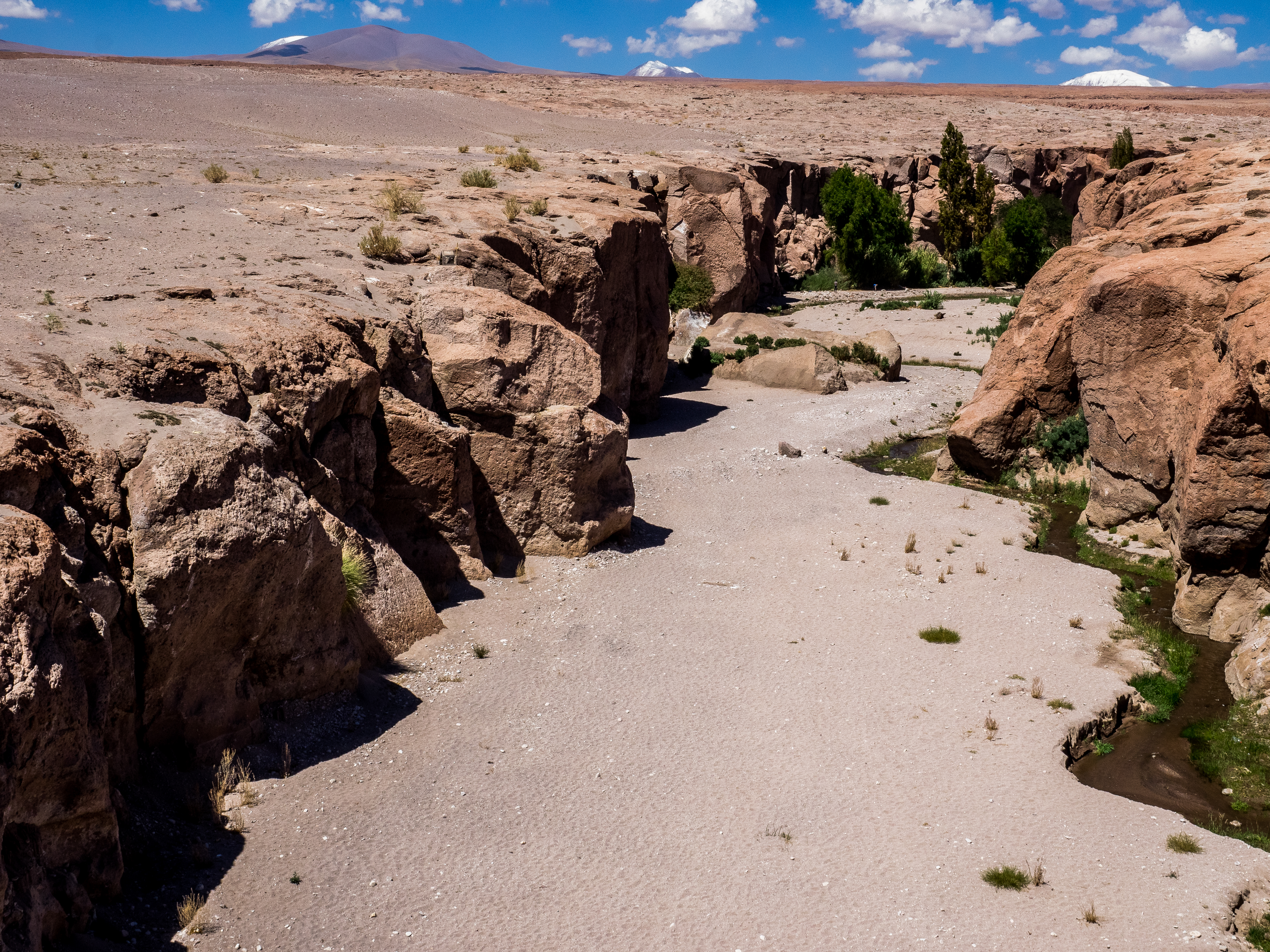
La quebrada de Honar en Toconao. Al fondo el Cordón de Honar (a la izquierda, distancia 20-30 km, altura max. 5389 m s.n.m.) y Cerro Putas (centro, distancia aprox. 30 km, 5464 m s.n.m.). En las faldas de estos cerros nace la Quebrada de Honar, fuente de agua del Valle de Jere. Vista desde el puente de Jere de la Ruta 23-CH (2.500 m s.n.m.) en Toconao.

## Población, economía y ecología
Con sus aguas se riegan la mayoría de los frutales que crecen en sus riveras, también es apta para el consumo humano.: 180  Los huertillos de sus alrededores son propiedad de sus comuneros.